# Paul Auster
Paul Benjamin Auster (Newark, New Jersey, 1947. február 3. – New York, 2024. április 30.) amerikai író, költő, műfordító és forgatókönyvíró. A PEN American Center elnökhelyettese.

## Életpályája
Középosztálybeli lengyel zsidó emigráns családban született. 1959-ben kezdett verseket és elbeszéléseket írni. 13 évesen a Bár micvó ünnepsége alatt elgondolkozott azon, hogy esetleg rabbi lesz. A középiskola befejezése előtt egy évvel elváltak szülei. Auster és húga az édesanyánál maradtak. Gyermekkora óta nagyon szeretett olvasni, szorgalmasan járt a városi könyvtárba. Miután elolvasta Dosztojevszkij Bűn és bűnhődés című regényét, úgy döntött, hogy író lesz. Auster másik szenvedélye a sport volt. Osztálytársai irigykedve figyelték a baseballban, kosárlabdában és futballban elért eredményeit.
1966-ban fejezte be a középiskolát, anyja másodszorra is férjhez ment. Auster tüntetett a vietnámi háború ellen, egyszer letartóztatták. Megismerkedett Lydia Davis írónővel és műfordítóval, aki később felesége lett. Lydia Davis apja, angol irodalom szakos tanár ismertette meg Austert a francia költőkkel, s amikor Párizsban töltött egy hónapot, megkedvelte a francia nyelvet és kultúrát. Elutazott Olaszországba, majd Spanyolországba és James Joyce nyomán Dublinba is. Azután visszament Párizsba és tanulmányozni kezdte a francia lírát, mellette némafilm forgatókönyveket írt. Visszatért az Egyesült Államokba és 1970-ig anglisztikát és összehasonlító irodalomtudományt tanult a Columbia Egyetemen. 1970 augusztusában matróznak állt egy tankerhajón a Mexikói-öbölben.
1971–1974 között ismét Párizsban tartózkodott. Ott találkozott Samuel Beckettel, aki nagy hatással volt rá. Párizsban fordító, angoltanár és a The New York Times telefonközpontosa volt.
1974-ben visszatért az Egyesült Államokba és a Columbia Egyetemen adott órákat. Mellékállásban francia szerzők – többek között Stéphane Mallarmé és Joseph Joubert – műveit fordította angolra. 1974-ben feleségül vette Lydia Davist. 1975-ben ösztöndíjat kapott az Ingram-Merrill-Alapítványtól. Több egyfelvonásos darabot írt. 1978-ban megszületett Daniel fia. 1978-ban Paul Benjamin álnéven adta ki a Squeeze Play detektívregényt. 1979 elején meghalt apja, öröksége lehetővé tette, hogy az írásnak szentelje idejét. Házassága felbomlott. 1982-ben Siri Hustvedt írónőt vette el feleségül, és a Princetoni Egyetemen kezdett tanítani. Egy lányuk született 1987-ben, Sophie.
Auster Brooklynban élt családjával a Prospect Park közelében. Sokat utazott, író-olvasó találkozókon vett részt az Egyesült Államokban és Európában.

## Írói pályája
Első sikerkönyve a The Invention of Solitude (A magány feltalálása, 1982) után, melyben apjának állított emléket, a New York trilógia (The New York Trilogy, 1987) hozta meg számára a hírnevet. Ezekben a megszokottól eltérő, csak lazán összefüggő detektívregényekben az emberi léttel, identitással kapcsolatos kérdésekkel, valamint a nyelvet és az irodalmat érintő problémákkal foglalkozik és megteremti saját posztmodern és a posztmodernizmust bíráló kifejezési formáját.
Az identitáskeresés és az élet értelmének kutatása jellemzi Auster későbbi műveit is. Jó néhányban a véletlen történések állnak a középpontban és intenzíven foglalkozik az emberek egymáshoz és környezetükhöz fűződő viszonyával. Visszatérő témái többek között az aszketizmus, egy közelgő katasztrófa érzése, a beszéd és megértés képességének elvesztése, az apa hiánya, a hétköznapi élet, a kudarc, sikertelenség, írás/elbeszélés, metafikció, intertextualitás, a történet főszereplője vagy elbeszélője egy megszállott író.
A The New York Times 1990 karácsonyán publikálta az Auggie Wren's Christmas Story című novelláját. A filmrendező Wayne Wang is olvasta, és többszöri találkozásuk után készültek 1995-ben a Füst (Füst) (Smoke) és a Blue in the Face (Egy füst alatt – Beindulva) című filmek. Auster írta a forgatókönyvet és társrendezőként is közreműködött. A Füst elnyerte az Independent Spirit Award for Best First Screenplay díjat A legjobb első forgatókönyv kategóriában és a Bodil-díjat. Sophie Calle francia írónővel és fotóművésszel eszmecserét folytatott a művészetről, és a beszélgetésekből született 2007-ben a Double Game című közös kiadású könyvük.

## Austert ért intellektuális hatások

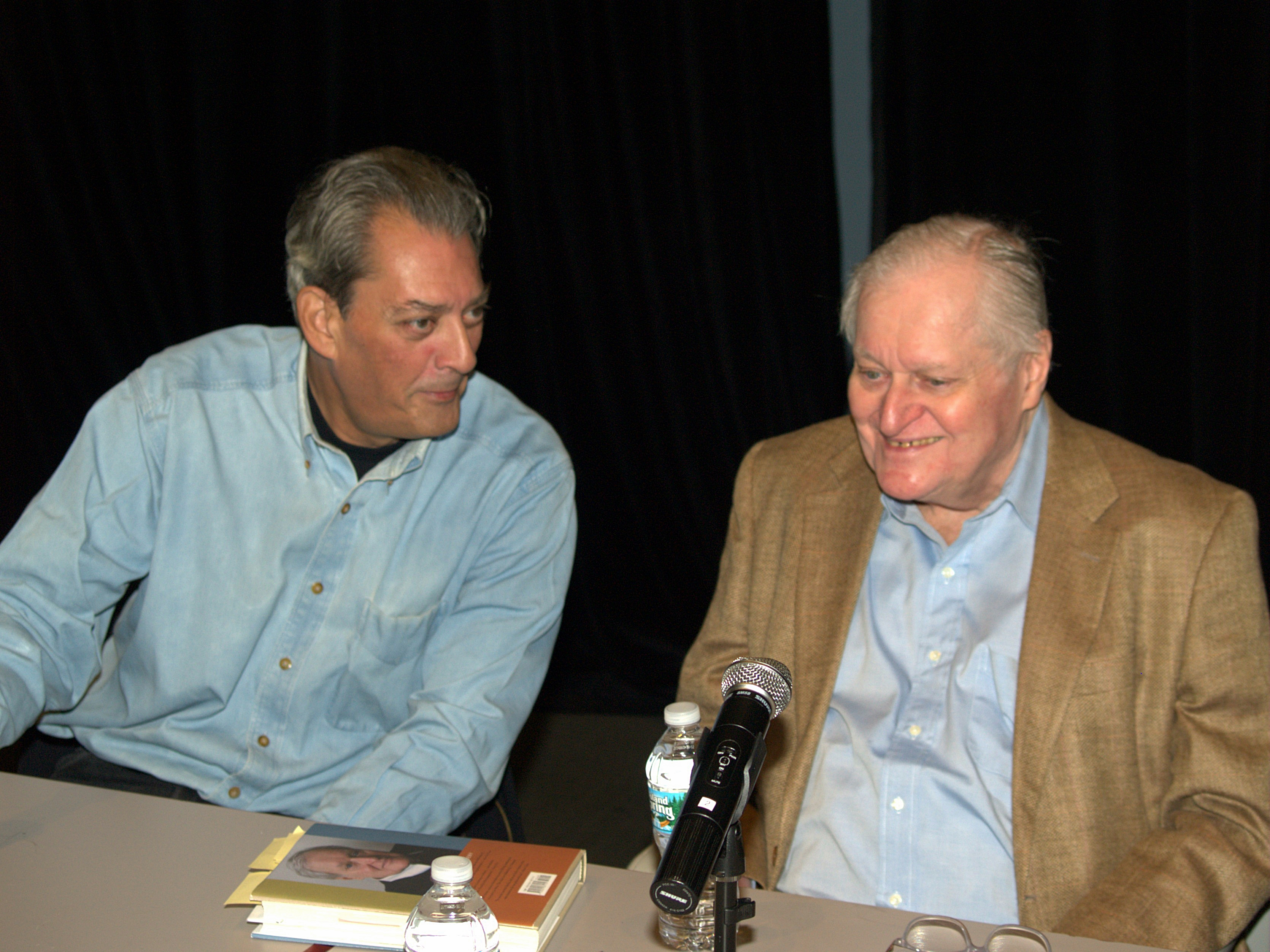
Paul Auster és John Ashbery a Brooklyn könyvfesztiválon (2010. szeptember 12.)

A The Washington Postnak adott interjúban Auster arról is beszélt, hogy számos író és filozófus műve hatott intellektuális fejlődésére . A felsoroltak között szerepel többek között Charles Baudelaire, Samuel Beckett, Jorge Luis Borges, Albert Camus, Miguel de Cervantes, Raymond Chandler, Jacques Derrida, Montaigne, Shakespeare, Charles Dickens, Dosztojevszkij, Ralph Waldo Emerson, Henry David Thoreau, Don DeLillo, Milan Kundera, Edgar Allan Poe.
Heiko Jakubzik a Heidelbergi Egyetemen tartott disszertációjában kifejtette, hogy Paul Auster írásaira nagy hatással volt Jacques Lacan francia pszichoanalitikus munkássága és az amerikai transzcendentalizmus, nevezetesen Henry David Thoreau és Ralph Waldo Emerson és Nathaniel Hawthorne.
Lacant tekintik a francia posztstrukturalizmus egyik kulcsalakjának. Lacan felfogása szerint a beszéden keresztül lépünk kapcsolatba a külvilággal, amit viszont érzékszerveinkkel észlelünk. Ezeket az észleléseket a beszéd, a nyelv segítségével fejezzük ki és a tudatunkban is a nyelv által strukturálódnak. A tudatalatti is a nyelvhez hasonlóan strukturált. Csak szavakkal tudjuk megfogalmazni, leírni a külvilágot, ugyanakkor hiányérzetünk van, mert a szavak soha nem adják vissza pontosan érzéseinket, észleléseinket. Jakubzik szerint ez Auster írásainak központi témája. Néhány irodalomtörténész szerint olyan posztstrukturalista filozófusok is hatottak Austerre mint Jean Baudrillard és Michel de Certeau. Auster úgy nyilatkozott, hogy számára olvashatatlan ez a filozófia.
A transzcendentalisták azt vallják, hogy a civilizáció szimbolikus rendje elválasztotta az emberiséget a természettől, a világ természetes rendjétől, ezért vissza kell térni a természethez. Auster regényeinek főszereplői gyakran olyan írók, akiknek az írás jelenti az élet értelmét és megkísérlik megtalálni helyüket a természet rendjében, hogy képesek legyenek újra a civilizációban élni (Thoreau: Walden).

## Kitüntetései
- 1989: Prix France Culture de Littérature Étrangère (New York trilógia)
- 1990: Morton Dauwen Zabel Award (American Academy of Arts and Letters díja)
- 1993: Medici-díj (Leviatan)
- 1996: Bodil-díj (Füst)
- 1996: Independent Spirit Award – Legjobb első forgatókönyv kategória (Füst)
- 1996: John William Corrington Award
- 2002: Odüsszeusz-díj (Québec (tartomány) irodalmi díja)
- 2004: Metropolis bleu nagydíj (Montréal nagydíja)
- 2006: Asztúria-Hercege-díj
- 2006: Beválasztották az American Academy of Arts and Letters Irodalmi Szekciójába
- 2007: Művészetek és Irodalom érdemrend tiszti fokozata (Franciaország)
- 2007: Liège-i Egyetem Tiszteletbeli doktora (Doctor Honoris Causa)
- 2010: Grand Vermeil érme (Párizs polgármesterétől)
- 2012: New York-i Irodalmi Díj (regény kategória)

## Művei

### Regények
- Squeeze Play (1982) (Paul Benjamin álnéven írta)
- The New York Trilogy (New York trilógia) (1987)
  - City of Glass (Üvegváros) (1985)
  - Ghosts (Kísértetek) (1986)
  - The Locked Room (A bezárt szoba) (1986)
- In the Country of Last Things (A végső dolgok országában) (1987)
- Moon Palace (Holdpalota) (1989)
- The Music of Chance (A véletlen zenéje) (1990)
- Auggie Wren's Christmas Story (1990) – (Auggie Wren karácsonya, Nagyvilág 1998/11-12.)
- Leviathan (Leviatan) (1992)
- Mr. Vertigo (Mr. Vertigo) (1994)
- Timbuktu (Timbuktu) (1999)
- The Book of Illusions (Az illúziók könyve) (2002)
- Oracle Night (Az orákulum éjszakája) (2003)
- The Brooklyn Follies (Brooklyni balgaságok) (2005)
- Travels in the Scriptorium (Utazások a Szkriptóriumban) (2006)
- Man in the Dark (2008)
- Invisible (Láthatatlan) (2009)
- Sunset Park (2010)
- Day/Night (2013)
- 4321 (2017)
- Baumgartner (2023)

### Versek
- Unearth (1974)
- Wall Writing (1976)
- Effigies (1977)
- Fragments from Cold. Parenthèse (1977)
- Facing the Music (1980)
- Disappearances: Selected Poems (1988)
- Ground Work: Selected Poems and Essays 1970-1979 (1991)
- Selected Poems (1998)
- Collected Poems (2007)

### Esszék és önéletrajzi írások
- The Invention of Solitude (1982)
- The Art of Hunger (1992)
- The Red Notebook (1995)
- Hand to Mouth (1997)
- Winter Journal (2012)
- Here and Now: Letters, 2008-2011 (2013) A collection of letters exchanged with J. M. Coetzee
- Report from the Interior (2013)
- A Life in Words: In Conversation with I. B. Siegumfeldt (2017)
- Talking to Strangers: Selected Essays, Prefaces, and Other Writings, 1967-2017 (2019)
- Groundwork: Autobiographical Writings, 1979–2012 (2020)
- Burning Boy: The Life and Work of Stephen Crane, Faber (2021)

### Művészeti könyv
- Double game (Auster és Sophie Calle) (2007)

### Gyűjteményes kiadások
- The Random House Book of Twentieth-Century French Poetry (1982)
- True Tales of American Life (Első kiadás címe: I Thought My Father Was God) (2001)

### Egyéb írások
- The Story of My Typewriter (Sam Messer illusztrációival) (2002)
- The Accidental Rebel (New York Times) – (Az akaratlan lázadó, Új Forrás 2011/5.)

### Forgatókönyvek
- The Music of Chance (1993)
- Smoke (Füst (1995)
- Blue in the Face (1995)
- Lulu on the Bridge (1998) (Auster rendezte, lánya Sophie játszotta Sonja Kleinman szerepét)
- The center of the world (2001) (Auster és Siri Hustvedt közös forgatókönyve)
- Fluxus (2004) rövidfilm (Rendező: Csáki László)
- Le carnet rouge (2004) rövidfilm (Rendező: Mathieu Simonet)
- The Inner Life of Martin Frost (2008)
- Act of God (Narrátor: Paul Auster)
- In the country of last things (2008) (Rendező: Alejandro Chomski)

### Fordítások
- The Uninhabited: Selected Poems of Andre du Bouchet (1976)
- Jean-Paul Sartre: Life/Situations (Lydia Davis és Paul Auster) (1977)
- Stéphane Mallarmé: A Tomb for Anatole (1983)
- Pierre Clastres: Chronique des indiens Guayaki (1998)
- The Notebooks of Joseph Joubert (2005)
- Maurice Blanchot: Vicious Circles: Two fictions & "After the Fact" (1999)

### Magyarul megjelent művei
- New York trilógia; ford. Vághy László; Európa, Bp., 1991, 2004, 2012; XXI. Század, Bp., 2018
  - Üvegváros
  - Kísértetek
  - A bezárt szoba
- Holdpalota; ford. Vághy László; Európa, Bp., 1993
- A véletlen zenéje; ford. Vághy László; Európa, Bp., 1995
- Mr. Vertigo; ford. Szász Imre; Európa, Bp., 1998
- Leviatán; ford. Szász Imre; Európa, Bp., 2000; új ford. Pék Zoltán, XXI. Század, Bp., 2018
- Timbuktu; ford. Elekes Dóra; Európa, Bp., 2002
- Az illúziók könyve; ford. Pék Zoltán; Európa, Bp., 2003
- Az orákulum éjszakája; ford. Pék Zoltán; Európa, Bp., 2004
- A végső dolgok országában; ford. Pék Zoltán; Európa, Bp., 2005
- Brooklyni balgaságok; ford. Pék Zoltán; Európa, Bp., 2006; XXI. Század, Bp., 2018
- Tükörváros; képregényre adaptálta Paul Karasik, David Mazzucchelli; Míves Céh, Bp., 2006
- Utazások a szkriptóriumban; ford. Pék Zoltán; Európa, Bp., 2007
- A szem önéletrajza. Versek; ford. Gyukics Gábor; Barrus, Bp., 2007
- Máról holnapra korai kudarcok krónikája; ford. Pék Zoltán; Európa, Bp., 2009
- Láthatatlan; ford. Pék Zoltán, Európa, Bp., 2011
- Paul Auster–J. M. Coetzee: Itt és most; ford. Vághy László; Európa, Bp., 2013
- 4 3 2 1; ford. Pék Zoltán; Európa, Bp., 2018
- A magány feltalálása; ford. Hegyi Pál; 21. Század, Bp., 2022
- Baumgartner; ford. Pék Zoltán; 21. Század, Bp., 2023
- Sunset Park; ford. Pék Zoltán; 21. Század, Bp., 2024

## Fordítás
- Ez a szócikk részben vagy egészben a Paul Auster című angol Wikipédia-szócikk ezen változatának fordításán alapul.  Az eredeti cikk szerkesztőit annak laptörténete sorolja fel. Ez a jelzés csupán a megfogalmazás eredetét és a szerzői jogokat jelzi, nem szolgál a cikkben szereplő információk forrásmegjelöléseként.